# SAS Braathens

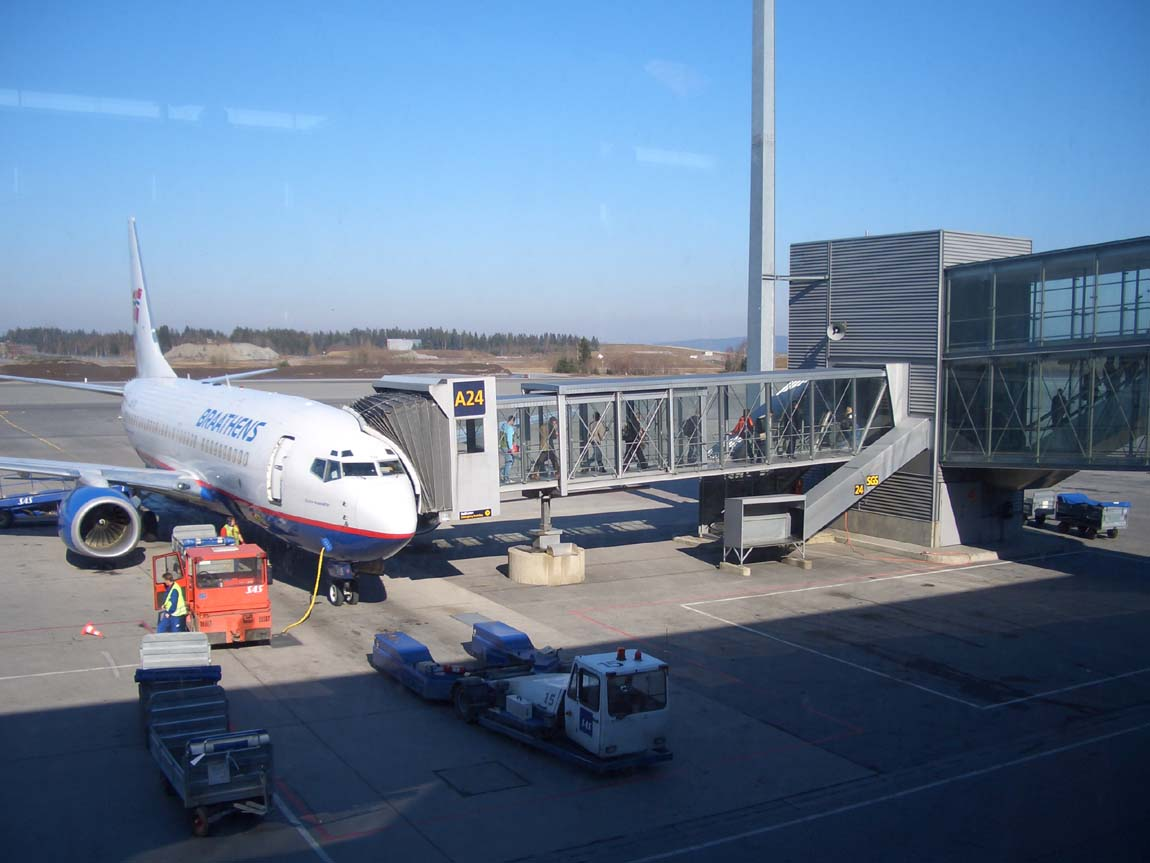
Boeing 737 de SAS Braathens.

SAS Braathens (IATA: BU, ICAO: CNO) era la mayor aerolínea de Noruega y opera desde su centro de conexión, el Aeropuerto de Oslo-Gardermoen, y es además la mayor subsidiaria nacional de Scandinavian Airlines System.
SAS Braathens es propiedad en un 100% del Grupo Scandinavian Airlines System (SAS)y fue establecida a principios de 2004, a partir de SAS Norway y Braathens. SAS Braathens opera rutas dentro de Noruega, y también entre Noruega y el resto de Europa. La aerolínea es la mayor de Noruega y tiene unos 440 servicios diarios. SAS Braathens transporta más de 9 millones de pasajeros por año. Las ganancias del primer semestre de 2005 alcanzaron los 206 millones de coronas noruegas.
SAS Braathens tiene una red que cubre 40 destinos, desde Longyearbyen al norte hasta Las Palmas de Gran Canaria hacia el sur. La red es operada por un total de 57 aeronaves: 51 Boeing 737 y 6 Fokker 50. SAS Braathens es un miembro de la red global Star Alliance. Desde que fue establecida en abril de 2004, SAS Braathens ha creado o anunciado un total de 18 nuevos destinos internacionales. Unos 3,750 empleados trabajan para la aerolínea, el cual tiene sus oficinas centrales en Fornebu, cerca de Oslo.

## Historia

### Scandinavian Airlines
Scandinavian Airlines fue fundado el 1° de agosto de 1946 cuando las aerolíneas de bandera de Dinamarca, Suecia y Noruega formaron una alianza para manejar el tráfico intercontinental a Escandinavia. Las operaciones empezaron el 17 de septiembre de 1946. Det Norske Luftfartselskab (DNL) es la ex aerolínea de bandera noruega que fue fundada en 1927. Las compañías empezaron la coordinación de las operaciones europeas en 1948 y finalmente se fusionaron para formar el actual Consorcio SAS en 1951. Tras la fundación la aerolínea fue dividida entre SAS Danmark (28.6%), SAS Norge (28.6%) y SAS Sweden (42.8%), todas en propiedad de inversores privados en un 50% y el restante 50% en poder de sus respectivos gobiernos. SAS gradualmente adquirió el control de los mercados domésticos en los tres países, adquiriendo el total o parcial control de varias aerolíneas locales. La estructura de propiedad de SAS fue cambiada en junio de 2001, con la creación de un holding en el cual las participaciones de los gobiernos fueron modificados a: Suecia (21.4%), Noruega (14.3%) y Dinamarca (14.3%) y el restante 50% en poder público y comercializados en el mercado de acciones. 

### Braathens
Braathens fue fundada el 26 de marzo de 1946 por Ludvig G. Braathen. Durante varios años, Braathens fue conocida como Braathens S.A.F.E, la última parte siendo un acrónimo para Sudamérica y Lejano Oriente (en inglés, South American and Far East), por los destinos que originalmente Braathens cubría. La compañía fue fundada por el propietario de embarcaciones noruego Ludvig G. Braathen, con el objeto de utilizar las embarcaciones para cubrir destinos en otras partes del mundo. En el 2001 Braathens formó una alianza con KLMy Northwest Airlines. Se esperaba que también Alitalia se uniera a la alianza, pero posteriormente desistió. Braathens además eliminó el acrónimo SAFE de su denominación, y la compañía fue conocida como Braathens hasta el 2004. En el 2001, después de pasar por un periodo económico difícil, Braathens fue comprada por Scandinavian Airlines System (SAS), aunque se le permitió seguir operando bajo denominación hasta que SAS Braathens pasó a ser el oficial el 1° de abril de 2005.

### SAS Braathens
Los primeros meses de 2006 estuvieron marcados por conflictos, y pilotos disconformes provocaron la cancelación de varios vuelos. Las negociaciones entre el personal de a bordo y la administración fueron interrumpidas el 6 de abril, lo que motivó en una huelga que obligó a cancelar muchos de los vuelos, sin embargo un acuerdo entre la administración y los sindicatos terminó levantando la medida de fuerza el 8 de abril. 
Hoy en día, la aerolínea es una de las compañías más importantes de Noruega, pero la falta de responsabilidad causada por el número de cancelaciones y retrasos llevaron a la aerolínea a los últimos puestos de las 140 compañías noruegas ordenadas por la confianza que merecen de parte de los consumidores. Las huelgas de abril de 2006 beneficiaron al principal competidor de SAS Braathens, Norwegian Air Shuttle.
El CEO de SAS Braathens, Petter Jansen, fue obligado a renunciar en junio de 2006 tras diferencias con la administración de SAS en Estocolmo, causando mucha controversia y debate en Noruega dado que Petter Jensen estuvo liderando la única subsidiaria nacional de Scandinavian Airlines que había obtenido ganancias.

## Aerolíneas subsidiarias
El Grupo SAS también posee Widerøe, una aerolínea regional de Noruega.

## Códigos de vuelos
Todos los vuelos de SAS Braathens son operados con el código IATA "BU", aunque todos los vuelos de SAS Braathens son comercializados y anunciados en los aeropuertos como vuelos as "SK" (el código de Scandinavian Airlines System).

## Destinos
SAS Braathens sirve 46 destinos, 17 domésticos y 29 destinos europeos. SAS Braathens cesó sus vuelos desde el Aeropuerto Sandefjord, de Torp el 17 de diciembre de 2006. También han anunciado que los vuelos entre Bergen y Stavanger, y Roma y París serán eliminados. Antes de marzo de 2007 los vuelos entre Oslo, y Viena y Praga también correrán la misma suerte. Desde abril de 2007 SAS Braathens incrementará sus servicios entre Oslo y algunos destinos domésticos. 

## Flota
La flota de SAS Braathens incluye las siguientes aeronaves (a enero de 2007):

## Cabina
- Domésticos
  - Clase Única: sándwiches y bebidas con cargo. Té y café gratis.

- Dentro de Escandinavia
  - Clase Única: sándwiches y bebidas con cargo. El desayuno, café y té son gratuitos en vuelos dentro de Escandinavia.

- Europa
  - Clase Económica: sándwiches y bebidas con cargo.
  - Clase Económica Flexible: una comida que incluye entrada, plato principal frío y postre o un desayuno frío (vuelos más cortos, solo plato principal y postre); prioridad en los controles de seguridad en los aeropuertos de Estocolmo y Copenhague.
  - Clase Ejecutiva: una comida que incluye entrada, plato principal caliente y postre o un desayuno caliente (en vuelos más cortos: entrada, plato principal frío y postre); prioridad en los controles de seguridad y salas de estar en los aeropuertos de Estocolmo y Copenhague.